# Viverra
Viverra, és un gènere de mamífers carnívors de la família dels vivèrrids. Habiten l'Índia, el sud de la Xina i al sud-est asiàtic.

## Taxonomia
Se n'han descrit les següents espècies:
- Civeta de Malabar (Viverra civettina)
- Civeta tacada (Viverra megaspila)
- Civeta malaia (Viverra tangalunga)
- Civeta grossa de l'Índia (Viverra zibetha)